# Oscar Wilde (film, 1997)
Pour les articles homonymes, voir Oscar Wilde (homonymie).
Pour plus de détails, voir Fiche technique et Distribution.
Oscar Wilde (Wilde) est un film biographique réalisé par Brian Gilbert sorti en 1997, avec Stephen Fry dans le rôle-titre. Le scénario écrit par Julian Mitchell est tiré du prix Pulitzer de 1989, biographie d'Oscar Wilde écrite par Richard Ellmann, Oscar Wilde en 1987.

## Synopsis
À l'époque Victorienne, l'écrivain irlandais Oscar Wilde s'installe à Londres à son retour des États-Unis et se marie avec Constance Lloyd . Deux enfants naissent de cette union, Cyril et Vyvyan. Wilde s'enrichit grâce à ses pièces de théâtre qui ont beaucoup de succès ; il se rapproche du jeune Robbie Ross et assume de plus en plus son homosexualité en public. Quand il rencontre le très corrompu Lord Alfred "Bosie" Douglas, il en tombe amoureux. Mais le père de Bosie, le marquis de Queensberry, s'oppose à cette liaison et accuse l'écrivain d'être un « sodomite ». Wilde porte plainte mais le procès se retourne contre lui et il est condamné à deux ans de travaux forcés pour homosexualité. Après sa libération, Wilde s'installe à Paris. Mais sa santé a été ruinée par la détention et il meurt trois ans après être sorti de prison.

## Fiche technique
- Titre : Oscar Wilde
- Titre original : Wilde
- Réalisation : Brian Gilbert
- Scénario : Julian Mitchell, adapté de la biographie Oscar Wilde de Richard Ellmann
- Direction artistique : Sarah Hauldren et Martyn John
- Musique : Arthur Sullivan et Debbie Wiseman
- Décors : Maria Djurkovic
- Costumes : Nic Ede
- Photographie : Martin Fuhrer
- Montage : Michael Bradsell
- Production : Marc Samuelson et Peter Samuelson
  - Production déléguée : Alex Graham, Alan Howden, Deborah Raffin, Michael Viner et Michiyo Yoshizaki
  - Production exécutive : Nick O'Hagan
- Société de production : British Broadcasting Corporation (BBC), Capitol Films, Dove International, NDF International, Pandora Film, Pony Canyon, Samuelson Entertainment, The Greenlight Fund et Wall to Wall Television
- Distribution : Sarah Bird
- Budget : 10 000 000 $US[1].
- Pays :  Royaume-Uni,  Allemagne,  Japon
- Format : couleur (Technicolor) - Son : Dolby Digital, DTS, SDDS - 2,35:1 - Format 35 mm
- Genre : drame
- Durée : 118 minutes
- Dates de sortie :
  -  Italie : 1er septembre 1997 (festival du film de Venise)
  -  Royaume-Uni : 17 octobre 1997
  -  Suisse : 18 mars 1998[2]
  -  France : 7 octobre 1998

## Distribution
- Stephen Fry (VF : Bernard Alane) : Oscar Wilde
- Jude Law (VF : Damien Boisseau)[3] : Lord Alfred  Douglas
- Vanessa Redgrave (VF : Martine Sarcey) : Lady Speranza Wilde
- Jennifer Ehle : Constance Lloyd Wilde
- Gemma Jones (VF : Pascale Jacquemont) : Lady Queensberry
- Judy Parfitt (VF : Danielle Volle) : Lady Mount-Temple
- Michael Sheen (VF : Denis Laustriat) : Robert Ross
- Zoë Wanamaker (VF : Annie Sinigalia) : Ada Leverson
- Tom Wilkinson (VF : Marc Cassot) : le marquis de Queensberry
- Ioan Gruffudd : John Gray
- Matthew Mills : Lionel Johnson
- Jason Morell : Ernest Dowson
- Peter Barkworth (VF : Henri Poirier) : Charles Gill
- Robert Lang : C.O. Humphreys
- Philip Locke (en) (VF : Yves Barsacq) : le juge
- David Westhead : Edward Carson
- Jack Knight : Cyril Wilde
- Jackson Leach : Cyril Wilde à 4 ans
- Laurence Owen : Vyvyan Wilde
- Benedict Sandiford : Alfred Wood
- Mark Letheren (VF : Thierry Monfray) : Charles Parker
- Michael Fitzgerald : Alfred Taylor
- Orlando Bloom : le gigolo
- Bob Sessions (VF : Jean-Bernard Guillard) : Propriétaire
- Adam Garcia : Jones
- Joseph May : 1er mineur
- Hugh Munro : le clerc
- Michael Simkins : Lord Illingworth
- James Vaughan : le directeur de l'hôtel
- Richard Cubison (VF : Thierry Murzeau) : le serveur en chef
- Christine Moore (VF : Marie Marczack) : la gouvernante
- John Bleasdale : un garde
- Peter Forbes : un policier

## Critiques
- (en) Oscar Wilde atteint 81 % de bonnes critiques sur le site rotten tomatoes.com.

## Distinctions

### Récompenses
- 1998 : Maria Djurkovic obtient le Evening Standard British Film Award pour la meilleure technique aux Evening Standard British Film Awards
- 1998 : Jude Law obtient le Evening Standard British Film Award pour le meilleur espoir masculin aux Evening Standard British Film Awards
- 1998 : Stephen Fry obtient le Golden Space Needle pour le meilleur acteur au festival international du film de Seattle

### Nominations
- 1997 : Brian Gilbert nommée au Festival du film britannique de Dinard pour le Golden Hitchcock dans un second rôle.
- 1998 : Jennifer Ehle nommée aux BAFTA Awards pour la meilleure actrice dans un second rôle.
- 1998 : Zoë Wanamaker nommée aux BAFTA Awards pour la meilleure actrice dans un second rôle.
- 1999 : Stephen Fry nommé aux Chlotrudis Awards pour le Chlotrudis Award du meilleur acteur.
- 1999 : Stephen Fry nommé aux Satellite Awards pour le Golden Satellite Award du meilleur acteur.
- 1999 : Stephen Fry nommé aux Golden Globes, USA pour le Golden Globe du meilleur acteur.
- 1999 : Wilde nommé aux GLAAD Media Awards pour le prix GLAAD Media du film le plus mémorable.

## Autour du film
Certaines scènes ont été tournées dans le Hertfordshire au château de Knebworth House, Lulworth Cove, Studland Bay, et Swanage Pier dans le Dorset ; Houghton Lodge dans le Hampshire; Luton Hoo dans le Bedfordshire; Magdalen College à Oxford ; Lincoln's Inn à Holborn et Somerset House sur The Strand.
La première eut lieu à la Mostra de Venise en 1997, et le film fit l'ouverture de soirée pour les sélections de 1998 au festival international du film de San Francisco.